# Graafschap Waldburg

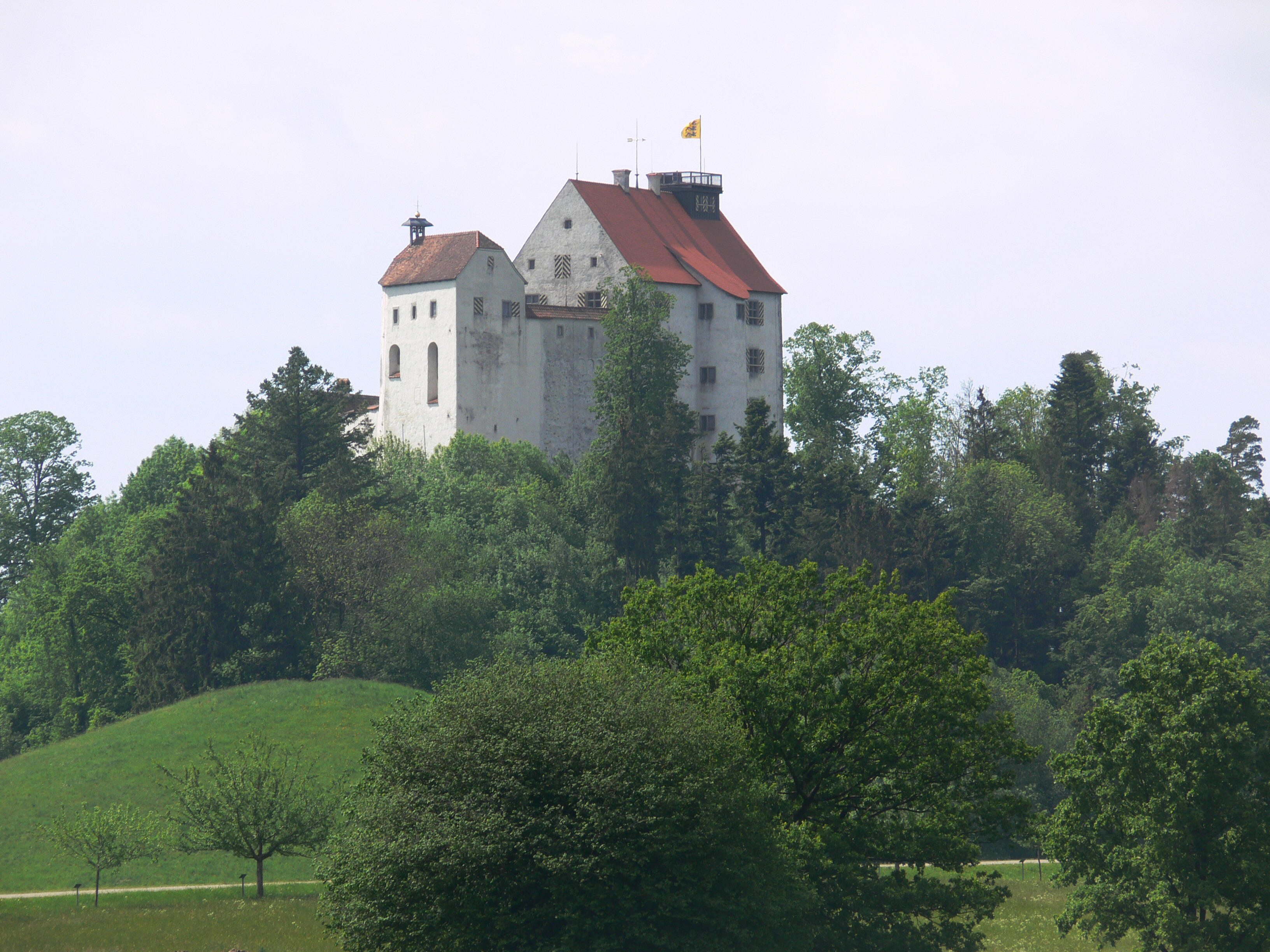
De Waldburg in 2007

Het graafschap Waldburg was een tot de Zwabische Kreits behorend graafschap binnen het Heilige Roomse Rijk. Het is genoemd naar het slot Waldburg in de gemeente Waldburg (Württemberg).

## Waldburg tot de deling van 1429
De omstreeks 1150 actieve Waldburgers waren ministerialen van de Welfen en later van de Hohenstaufen. Zij bekleedden in hun dienst het ambt van drossaard (Duits: Truchsess). Zij werden op zijn laatst in 1214 in hun bezittingen en hun ambten opgevolgd door de heren van Tanne, die zich sinds 1219 van Waldburg noemden. Deze waren al in het bezit van de heerlijkheid Wolfegg en sinds 1218 ook van de heerlijkheid Wurzach. Het lukte hen na de ondergang van de Hohenstaufen rijksvrij te blijven.
In de loop der tijd werd het bezit sterk uitgebreid. In de 1306 werd de stad Isny gekocht van de graven van Altshausen en de heerlijkheid Trauchburg van de graven van Veringen. In 1337 werd de heerlijkheid Zeil verworven. In 1365 kocht de stad Isny zich vrij, waarna deze stad zicht ontwikkelde tot een rijksstad.
In 1384 volgden de vijf Donausteden Mengen, Munderkingen, Riedlingen, Waldsee en Saulgau. Deze zouden tot 1680 met Waldburg verbonden blijven. In 1386 wordt de heerlijkheid Waldsee en in 1387 de heerlijkheid Bussen met Dürmentingen van Oostenrijk gepand. Vervolgens verpandde Oostenrijk in 1401 de heerlijkheid Kallenberg met Nusplingen aan de graven van Waldburg. De heerlijkheid Kallenberg werd in 1695 ingelost door Oostenrijk.
Na de dood van Jan, drossaard van Waldburg in 1419 delen zijn zoons in 1429 de bezittingen:
- Jacob I krijgt Trauchburg (uitgestorven in 1772)
- Eberhard I krijgt Wolfegg (uitgestorven in 1511)

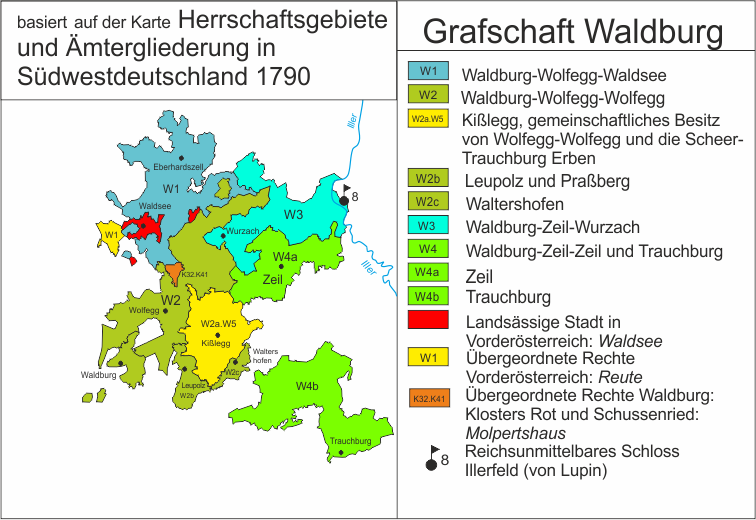
Kaarts van het graafschap Waldburg omstreeks 1790

- Georg I krijgt Zeil

## Waldburg-Trauchburg (1429-1772)
Na het uitsterven van de tak te Wolfegg in 1511 werd het bezit uitgebreid met de heerlijkheid Friedberg-Scheer. Na de dood van Christoph in 1612 werden de bezittingen verdeeld. De oudste zoon kreeg Friedberg-Scheer en de jongere zoon Frederik kreeg Trauchburg. Op 27 september 1628 wordt Johan Ernst I tot rijksgraaf verheven. In 1717 herhaalde zich de situatie na het uitsterven van de tak in Friedberg-Scheer. De tweede zoon van Christoph Frans, Johan Ernst II volgde zijn vader op in Trauchburg. Uiteindelijk stierf het huis in 1772 uit met Frans Karel Eusebius, bisschop van Chiemsee. De heerlijkheid Friedberg-Scheer werd door de erfgenamen in 1785 verkocht aan Thurn und Taxis en de heerlijkheid Trauchburg kwam aan de tak Waldburg-Zeil-Zeil, die zich toen Waldburg-Zeil-Trauchburg gingen noemen. Door de Rijnbondakte van 12 juli 1806 komt het graafschap onder de soevereiniteit van het koninkrijk Württemberg. Door het grensverdrag van 18 mei 1810 tussen de koninkrijken Beieren en Württemberg werd de nieuwe grens door het graafschap Trauchburg getrokken, waarbij het slot Trauchburg met de gemeente Wengen aan Beieren kwamen.
Regenten
| regering  | naam                 | geboren   | overleden  | familie           |
| --------- | -------------------- | --------- | ---------- | ----------------- |
| 1429-1460 | Jakob                |           | 5-5-1460   | zoon van Johan II |
| 1460-1504 | Johann I             | 1438      | 26-12-1504 | zoon              |
| 1504-1505 | Jakob II             |           | 11-2-1505  | zoon              |
| 1505-1557 | Willem               | 1470      | 17-3-1557  | broer             |
| 1557-1566 | Willem               | 6-3-1518  | 17-1-1566  | zoon              |
| 1566-1612 | Christof             | 24-8-1551 | 28-2-1612  | zoon              |
| 1612-1636 | Frederik             | 15-1-1592 | 17-11-1636 | zoon              |
| 1636-1687 | Johan Ernst I        | 1630      | 8-2-1687   | zoon              |
| 1687-1717 | Christof Frans       | 20-1-1669 | 7-3-1717   | zoon              |
| 1717-1737 | Johan Ernst II       | 21-3-1695 | 6-6-1737   | zoon              |
| 1734-1744 | Frederik Marquard    | 3-7-1700  | 10-11-1744 | broer             |
| 1744-1772 | Frans Karel Eusebius | 23-8-1701 | 6-7-1772   | broer             |

## Waldburg-Wolfegg of Waldburg-Sonnenberg (1429-1511)
In 1452 werd de heerlijkheid Friedberg-Scheer gekocht van de graven van Montfort en in 1454 de heerlijkheid Sonnenberg van de graven van Werdenberg-Sargans. Op 11 augustus 1463 werd Eberhard tot rijksgraaf van Sonnenberg verheven. De tak voerde vervolgens de naam Waldburg-Sonnenberg. In 1473 werd hij echter uit Sonnenberg verdreven en komt dit gebied aan de Habsburgse graaf van Tirol. In 1489 werd Wolfegg omgezet in een rijksleen. Met de moord op graaf Andreas in 1511 stierf Waldenburg-Sonnenberg uit. Friedberg-Scheer viel aan de tak Waldburg-Trauchberg en Wolfegg aan de tak Waldburg-Zeil.
Regenten
| regering  | naam        | overleden | familie             |
| --------- | ----------- | --------- | ------------------- |
| 1429-1479 | Eberhard I  | 22-9-1479 | zoon van Johan II   |
| 1479-1483 | Eberhard II | 22-4-1483 | zoon                |
| 1483-1510 | Johan       | 24-6-1510 | broer               |
| 1510-1511 | Andreas     | 24-6-1511 | zoon van Eberhard I |

## Waldburg-Zeil (1429-1589)
Na het uitsterven van de tak Waldburg-Sonnenberg viel de heerlijkheid Wolfegg aan Waldburg-Zeil
Sinds 1525 voerden de heren van Waldburg-Zeil de titel rijkserfdrossaard (Reichserbtruchsess). Dit was een van de erfambten in het Heilige Roomse Rijk. De rijkserfdrossaard was bij belangrijke plechtigheden de assistent van de rijksaartsdrossaard. (Riechserztruchsess). Het aartsambt was verbonden met het keurvorstdendom van de Palts. Na 1594 werd de titel rijkserfdrossaard gevoerd door de senior van het huis.
Na de dood van Jacob V in 1589 verdelen zijn zoons de bezittingen:
- Hendrik krijgt Wolfegg en Waldsee
- Froben krijgt Zeil en Wurzach
- Gebhard krijgt Waldburg (uitgestorven in 1601)

Regenten
| regering  | naam      | geboren    | overleden  | familie |
| --------- | --------- | ---------- | ---------- | ------- |
| 1429-1467 | Georg I   | circa 1400 | 10-3-1467  |         |
| 1467-1482 | Georg II  | circa 1430 | 10-3-1482  | zoon    |
| 1482-1511 | Johan III | circa 1460 | 19-11-1511 | zoon    |
| 1511-1531 | Georg III | 25-1-1488  | 29-5-1531  | zoon    |
| 1531-1569 | Georg IV  | 1523       | 1569       | zoon    |
| 1569-1589 | Jakob V   | 6-12-1546  | 20-5-1589  | zoon    |

### Waldburg-Wolfegg(1589-1806)
Op 27 september wordt de heer van Waldburg-Wolfegg tot rijksgraaf verheven. Na de dood van graaf Maximiliaan Wunibald in 1667 delen zijn zoons in 1672 zijn bezittingen.
- Maximiliaan Frans krijgt Wolfegg (uitgestorven in 1798)
- Johan Maria krijgt Waldsee.

In 1680 loste Oostenrijk de verpande Donausteden in. Hierdoor veranderde dus ook de situatie in Waldsee. In 1702 komt een deel van de heerlijkheid Kisslegg van heren von Schellenberg veerworven door de tak Wolfegg. Na het uitsterven van de tak Wolfegg in 1798 worden de graafschappen herenigd. Op 21 maart 1803 wordt de graaf tot rijksvorst verheven.
Regenten van Wolfegg
| regering  | naam                       | geboren    | overleden | familie               |
| --------- | -------------------------- | ---------- | --------- | --------------------- |
| 1589-1637 | Hendrik                    | 8-3-1568   | 16-8-1637 | zoon van Jakob V      |
| 1637-1667 | Maximiliaan Wunibald       | 18-9-1604  | 31-1-1667 | zoon                  |
| 1667-1681 | Maximiliaan Frans Eusebius | 8-1-1641   | 21-8-1681 | zoon                  |
| 1681-1735 | Ferdinand Lodewijk         | 19-7-1678  | 6-4-1735  | zoon                  |
| 1735-1774 | Jozef Frans                | 14-9-1704  | 29-4-1774 | zoon                  |
| 1774-1779 | Ferdinand Maria            | 25-9-1736  | 24-1-1779 | zoon                  |
| 1779-1791 | Jozef Aloys                | 24-8-1752  | 5-1-1791  | broer                 |
| 1791-1798 | Karel Eberhard Wunibald    | 13-11-1717 | 5-3-1798  | broer van Jozef Frans |

Regenten van Waldsee
| regering  | naam              | geboren    | overleden  | familie                       |
| --------- | ----------------- | ---------- | ---------- | ----------------------------- |
| 1667-1724 | Johan Maria       | 13-10-1661 | 25-12-1724 | zoon van Maximiliaan Wunibald |
| 1724-1748 | Maximiliaan Maria | 28-11-1684 | 3-4-1748   | zoon                          |
| 1724-1729 | Frans Jozef       | 18-2-1689  | 4-5-1729   | broer                         |
| 1748-1790 | Gebhard Johan     | 24-6-1727  | 26-2-1791  | zoon van Maximiliaan Maria    |
| 1790-1806 | Jozef Anton       | 21-2-1766  | 3-4-1833   | zoon                          |

### Waldburg-Zeil (1589-1675)
Op 27 september wordt de heer van Waldburg-Zeil tot rijksgraaf verheven Na de dood van graaf Johan Jacob I in 1674 delen zij zoons in 1675 de bezittingen.
- Paul Jakob krijgt Zeil
- Sebatiaan Wunibald krijgt Wurzach (uitgestorven in 1903)

Regenten
| regering  | naam          | geboren   | overleden | familie      |
| --------- | ------------- | --------- | --------- | ------------ |
| 1589-1614 | Froben        | 19-8-1569 | 4-5-1614  | zoon Jakob V |
| 1614-1674 | Johan Jakob I | 2-8-1602  | 18-4-1674 | zoon         |

#### Waldburg-Zeil-Zeil (later Waldburg-Zeil-Trauchburg(1675-1806)
Na het uitsterven van de tak Waldburg-Trauchburg in 1772 viel het graafschap Trauchburg aan de tak Zeil-Zeil, die zich daarna Zeil-Trauchburg noemde. In 1789 wordt het dorp Balgheim van de heren van Hornstein verworven. Op 21 maart 1803 werd de graaf tot rijksvorst verheven.
Regenten
| regering  | naam                 | geboren    | overleden  | familie                |
| --------- | -------------------- | ---------- | ---------- | ---------------------- |
| 1674-1684 | Paul Jakob           | 18-1-1624  | 24-3-1684  | zoon van Johan Jakob I |
| 1684-1717 | Johan Christof       | 19-6-1660  | 14-2-1717  | zoon                   |
| 1717-1750 | Johan Jakob II       | 28-11-1686 | 16-10-1750 | zoon                   |
| 1750-1790 | Frans Anton          | 28-5-1714  | 30-3-1790  | zoon                   |
| 1790-1806 | Maximiliaan Wunibald | 20-8-1750  | 16-5-1818  | zoon                   |

#### Waldburg-Zeil-Wurzach (1675-1806)
Op 11 december 1793 werd het andere deel van de heerlijkheid Kißlegg (met Baumgarten) verworven. Op 21 maart 1803 werd de graaf tot rijksvorst verheven.
Regenten
| regering  | naam                    | geboren    | overleden | familie                |
| --------- | ----------------------- | ---------- | --------- | ---------------------- |
| 1674-1700 | Sebastiaan Wunibald     | 31-1-1636  | 15-6-1700 | zoon van Johan Jacob I |
| 1700-1734 | Ernst Jakob             | 28-10-1673 | 8-6-1734  | zoon                   |
| 1734-1781 | Frans Ernst             | 7-12-1704  | 5-4-1781  | zoon                   |
| 1781-1806 | Eberhard Ernst Wunibald | 20-12-1730 | 23-9-1807 | zoon                   |

## Einde van de vorstendommen
Artikel 24 van de Rijnbondakte van 12 juli 1806 stelde de vorsten en graven drossaard van Waldburg onder de soevereiniteit van het koninkrijk Württemberg: de Mediatisering. Door het grensverdrag van 18 mei 1810 tussen de koninkrijken Beieren en Württemberg werd de nieuwe grens door het graafschap Trauchburg getrokken, waarbij het slot Trauchburg met de gemeente Wengen aan Beieren kwamen. Hetzelfde gold voor het dorp Ferthofen en het slot Illerfeld, die deel uitmaakten van de heerlijkheid Marstetten, welke in bezit was van Waldburg-Zeil-Wurzach.